# Bernard M’Mahon
Bernard M’Mahon, oft zitiert als Bernard McMahon oder Bernard MacMahon (* ~1775 in Irland; † 18. September 1816 in Philadelphia) war ein US-amerikanischer Gärtner und Botaniker irischer Herkunft. Sein offizielles botanisches Autorenkürzel lautet „M’Mahon“.

## Der Gärtner und Unternehmer
Trotz seiner Popularität in Amerika gibt es über M’Mahons genaue Herkunft und Jugend keine zuverlässigen Informationen. Das Geburtsjahr wird zwar einheitlich mit 1775 angegeben, doch fehlen urkundlich überprüfbare Quellen. M’Mahon soll als politischer Flüchtling seine Heimat Irland verlassen haben und 1796 nach Philadelphia gekommen sein. Anfangs wurde er von irischen Freunden materiell unterstützt, darunter William John Duane (1780–1865), dem einflussreichen Herausgeber der Zeitung „Aurora“. Im Jahr 1802 eröffnete er ein Geschäft für Sämereien und Gartenpflanzen. Wegen seiner ausgezeichneten Kenntnisse im Gartenbau machte er sich bei Pflanzensammlern, Botanikern und Gärtnern im bürgerlichen Philadelphia rasch einen Namen. Sein Unternehmen und seine Geschäftsbeziehungen wuchsen kontinuierlich. Zwei Jahre nach der Gründung gab er einen Katalog heraus, der mehr als 30 Seiten lang war und in dem er über 800 verschiedene Sorten von Pflanzen anbot: A Catalogue of Garden Grass, Herb, Flower, Tree & Shrub-Seeds, Flower Roots, etc. (Philadelphia, 1804) – der erste amerikanische Katalog dieser Art. Er baute Gewächshäuser und eröffnete im Winter 1805/1806 zusätzlich eine Fachbuchhandlung für Botanik, Landwirtschaft und Gartenbau. Sein Laden, den er zusammen mit seiner zweiten Ehefrau Ann betrieb, wurde zum Treffpunkt für Botaniker wie Thomas Nuttall, William Baldwin, William Darlington und Benjamin Smith Barton. Zusammen mit letzterem erteilte er an Madame Rivardi’s Seminary, einer Eliteschule für Bürgerstöchter, Unterricht in Gartenbau. 1806 erschien sein Buch mit dem Titel The American Gardener’s Calendar, adapted to the Climates and seasons of the United States, containing a complete account of all the work necessary to be done in the kitchen-garden, fruit-garden, orchard, vineyard, nursery, pleasure-ground, flower-garden, green-house, hot-house, and forcing frames, for every month in the year (Philadelphia, 1806). Es war das erste amerikanische Buch über den Gartenbau überhaupt. Das annähernd 680 Seiten starke Werk eroberte sich für 50 Jahre einen festen Platz in der Gartenliteratur und erlebte insgesamt 11 Auflagen.
1809 erwarb er ein großes Grundstück zwischen Philadelphia und Germantown und legte dort einen privaten Botanischen Garten an. Hier erprobte er neue Zier- und Gemüsepflanzen und experimentierte mit modernen Anbaumethoden. Als Hommage an die schwedische Stadt Uppsala, den Lebensmittelpunkt des Naturforschers Carl von Linné, nannte er den Garten „Upsal“. M’Mahon spielte auch eine wesentliche Rolle bei der Einführung zahlreicher Obstsorten und der Etablierung des Weinbaus in Nordamerika.

## Mahon und Thomas Jefferson
Über viele Jahre standen der amerikanische Präsident Thomas Jefferson und M’Mahon in einem freundschaftlichen Verhältnis. Jefferson, ein begeisterter Hobby-Botaniker und Gärtner, besaß auf Monticello, seinem Landsitz in der Nähe von Charlottesville, Virginia, ausgedehnte Zier-Obst und Gemüsegärten. Pflanz- und Saatgut bezog er regelmäßig von M’Mahon und von ihm holte er sich in allen gartenbaulichen Fragen Rat. Jefferson schätzte M’Mahons Erfahrung und Können so hoch, dass er ihm die botanische Ausbeute der Lewis-und-Clark-Expedition (1804–1806) anvertraute. Jefferson hatte als Hauptsponsor dieses Unternehmens Zugriff auf die gesammelten Pflanzen und Samen. M’Mahon, der mit Barton bereits an der Vorbereitung beteiligt gewesen war, bekam die Aufgabe, die Pflanzen auszusäen, zu kultivieren und für eine weitere Verteilung zu vermehren, was er auch zuverlässig tat, immerhin waren darunter 25 der Wissenschaft unbekannte, teilweise sehr attraktive Arten wie beispielsweise Gold-Johannisbeere (Ribes aureum), Schneebeere (Symphoricarpus albus) und Milchorangenbaum (Maclura pomifera). Die Beschreibung und Abbildung dieser Pflanzen war jedoch den Wissenschaftlern vorbehalten. So veröffentlichte Frederick Traugott Pursh die meisten Novitäten im Jahr 1814 in seiner Flora Americae Septentrionalis, or a Systematic Arrangement and Description of the Plants of North America.

## Ehrentaxon
Der wissenschaftliche Pflanzenname Mahonia (zu Ehren des zwei Jahre vorher verstorbenen M’Mahon) für eine Gattung der Berberitzengewächse wurde von Thomas Nuttall in seinem Buch The genera of North American plants and a catalogue of the species, to the year 1817 (Philadelphia, 1818) aufgestellt. M’Mahon kommt das Verdienst zu, erstmals Sträucher von Mahonia aquifolium aus Samen gezogen, kultiviert und im Handel angeboten zu haben. Die Samen waren von Meriwether Lewis im Rahmen der Lewis-und-Clark-Expedition in den Rocky Mountains gesammelt worden.